# Rabenwald
Rabenwald is een ex-gemeente in de Oostenrijkse deelstaat Stiermarken, en maakt deel uit van het district Hartberg-Fürstenfeld.
Rabenwald telt 607 inwoners (2013).
Bad Blumau · Bad Loipersdorf ·Bad Waltersdorf · Buch-St. Magdalena · Burgau · Dechantskirchen · Ebersdorf · Feistritztal · Friedberg · Fürstenfeld · Grafendorf bei Hartberg · Greinbach · Großsteinbach · Großwilfersdorf · Hartberg · Hartberg Umgebung · Hartl · Ilz · Kaindorf · Lafnitz ·  Neudau · Ottendorf an der Rittschein · Pinggau · Pöllau · Pöllauberg · Rohr bei Hartberg · Rohrbach an der Lafnitz · Sankt Jakob im Walde · Sankt Johann in der Haide · Sankt Lorenzen am Wechsel · Schäffern · Söchau · Stubenberg · Vorau · Waldbach · Wenigzell-Mönichwald
- Gemeinsame Normdatei: 10020060-6
- Virtual International Authority File: 140476461